# Chrysocraspeda lilacina
Chrysocraspeda lilacina är en fjärilsart som beskrevs av W. Warren 1903. Chrysocraspeda lilacina ingår i släktet Chrysocraspeda och familjen mätare. Inga underarter finns listade i Catalogue of Life.